# 17072 Athiviraham
A 17072 Athiviraham (ideiglenes jelöléssel 1999 GT31) a Naprendszer kisbolygóövében található aszteroida. A LINEAR projekt keretében fedezték fel 1999. április 7-én.